# 黃道蟹屬
黃道蟹屬（學名：Cancer）是一屬海生的蟹，包括棲息在海濱帶著名的普通黃道蟹及北黃道蟹。

## 物種
黃道蟹屬其下有8個物種，詳列如下：
- Cancer bellianus
- 北黃道蟹（Cancer borealis）
- 斑紋黃道蟹（Cancer irroratus）
- 日本黃道蟹 Cancer japonicus
- Cancer johngarthi
- 奈田黃道蟹 Cancer nadaensis
- 普通黃道蟹（Cancer pagurus）
- Cancer plebejus
- Cancer porteri
- 紅黃道蟹（Cancer productus）